# Jean Prou
Pour les articles homonymes, voir Prou.
Jean Prou, né le 17 novembre 1911 à Nantes (France) et décédé le 14 novembre 1999 à l'abbaye Saint-Pierre de Solesmes, dans la Sarthe (France), est un moine prêtre bénédictin français. Il est abbé de l'abbaye de Solesmes de 1959 à 1992. Il fait partie de la minorité conservatrice au concile Vatican II mais accepte ensuite les décisions du concile.

## Biographie

### Abbé de Solesmes
Fils de cultivateur[réf. nécessaire], Jean Prou naît à Nantes le 17 novembre 1911. Après avoir été séminariste au grand séminaire de Nantes, il entre comme novice à l'abbaye de Solesmes et y devient profès bénédictin en 1937. Il est ordonné prêtre catholique le 21 août 1938.
En 1953, il devient procureur de la Congrégation de Solesmes à Rome. Il est élu abbé de l'abbaye Saint-Pierre de Solesmes en 1959,,. Il choisit comme devise : Coram ipso (en sa présence).
Abbé président de la Congrégation de Solesmes, il est le supérieur général de la congrégation bénédictine de France.
En 1961, à l'invitation de Marcel Lefebvre, alors archevêque de Dakar, il envoie neuf de ses moines (dont Dominique Catta) fonder l'abbaye de Keur Moussa,, qu'il inaugure le 23 juin 1963,.

### Membre de la minorité de Vatican II
En tant qu'abbé président de la Congrégation de Solesmes, il participe au concile Vatican II, travaillant plus particulièrement à l'élaboration des textes sur la liturgie. Il s'implique au sein du Coetus Internationalis Patrum, présidé par Marcel Lefebvre, qui regroupe la minorité au concile,,,. Il fait notamment appel à Paul Nau dans ces travaux. 
En juillet 1964, il signe une supplique au pape Paul VI avec Marcel Lefebvre et Xavier Morilleau. Refusant l'orientation du concile, ils demandent notamment que le concile Vatican II soit le strict prolongement du concile Vatican I. 

### Fidèle au pape et à l'Église catholique
Malgré son appartenance au courant traditionaliste au concile et sa proximité avec Marcel Lefebvre, Jean Prou ne suit pas celui-ci dans sa contestation des décisions du concile, parce qu'il refuse de désobéir au pape,. Il maintient l'abbaye de Solesmes dans l'acceptation de tous les textes de Vatican II. Il applique la réforme liturgique dans son abbaye, alors que l'abbaye de Fontgombault, pourtant membre de la congrégation de Solesmes, reste dans la voie traditionaliste.
Il renonce à sa charge en 1992, et Philippe Dupont lui succède. Jean Prou meurt à l'abbaye de Solesmes le 14 novembre 1999. 

## Publications
- Jean Prou et des moniales de l'abbaye de Solesmes, La clôture des moniales, Paris, éditions du Cerf, coll. « Perspectives de vie religieuse », 2016, 272 p. (ISBN 9782204052733, présentation en ligne).